# تيد آرنوت
تيد آرنوت هو سياسي كندي، ولد في 8 أبريل 1963 في كندا. حزبياً، نشط في حزب أونتاريو المحافظ التقدمي. وقد انتخب عضو برلمان مقاطعة أونتاريو.